# 968 Petunia
968 Petunia eller 1921 KW är en asteroid i huvudbältet, som upptäcktes den 24 november 1921 av den tyske astronomen Karl Wilhelm Reinmuth i Heidelberg. Den har fått sitt namn efter det vetenskapliga namnet på Petuniasläktet.
Asteroiden har en diameter på ungefär 24 kilometer och den tillhör asteroidgruppen Itha.